# FK Mladá Boleslav

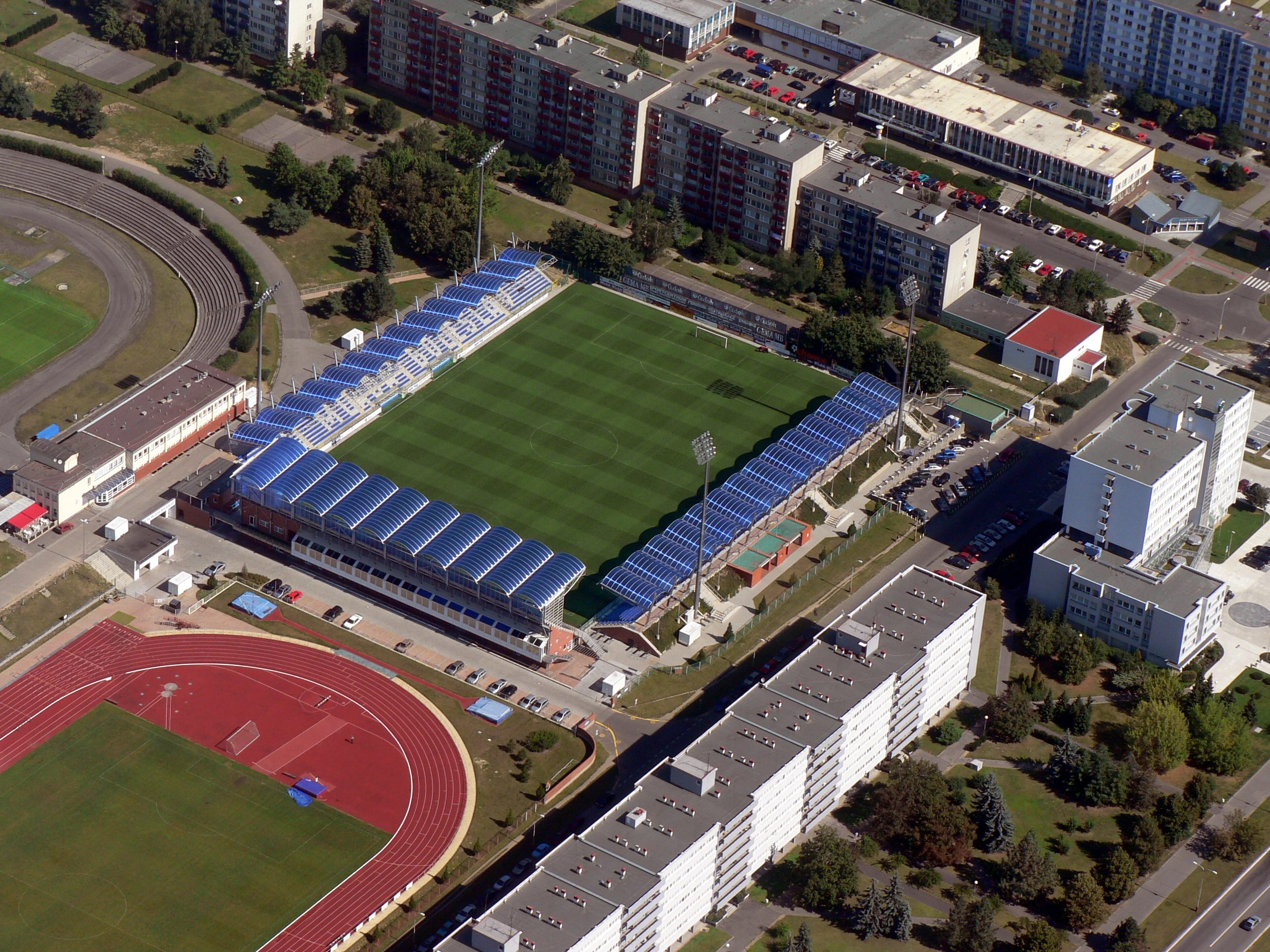
Stadion klubu.

Fotbalový klub Mladá Boleslav – czeski klub piłkarski z siedzibą w mieście Mladá Boleslav.

## Historia
Klub założony został w 1902 roku. Obecnie występuje w rozgrywkach 1. Gambrinus ligi. Największym sukcesem w historii klubu było wywalczenie 2. miejsca w lidze w sezonie 2005/2006 i występ w kwalifikacjach Ligi Mistrzów, w których wyeliminował w 2. rundzie Vålerenga Fotball, zaś w 3. rundzie musiał uznać wyższość tureckiego Galatasaray SK. Głównym sponsorem klubu jest Škoda Auto.
W latach 2011 i 2016 klub wygrał rozgrywki Pucharu Czech w piłce nożnej.

## Historyczne nazwy
- 1902 – SSK Mladá Boleslav (Studentský sportovní klub Mladá Boleslav)
- 1910 – Mladoboleslavský SK (Mladoboleslavský Sportovní klub)
- 1919 – Aston Villa Mladá Boleslav
- 1948 – Sokol Aston Villa Mladá Boleslav
- 1949 – ZSJ AZNP Mladá Boleslav (Základní sportovní jednota Automobilové závody národní podnik Mladá Boleslav) – fuzja z Sokol Slavoj Mladá Boleslav i Sokol Meteor Čejetičky
- 1950 – fuzja z Sokol Mladoboleslavský
- 1959 – TJ Spartak Mladá Boleslav AZNP (Tělovýchovná jednota Spartak Mladá Boleslav Automobilové závody národní podnik)
- 1965 – TJ Škoda Mladá Boleslav (Tělovýchovná jednota Škoda Mladá Boleslav)
- 1971 – TJ AŠ Mladá Boleslav (Tělovýchovná jednota Auto Škoda Mladá Boleslav)
- 1990 – FK Mladá Boleslav (Fotbalový klub Mladá Boleslav)
- 1992 – FK Slavia Mladá Boleslav (Fotbalový klub Slavia Mladá Boleslav)
- 1994 – FK Bohemians Mladá Boleslav (Fotbalový klub Bohemians Mladá Boleslav)
- 1995 – FK Mladá Boleslav (Fotbalový klub Mladá Boleslav)

## Skład na sezon 2024/2025
| Nr | Poz. | Piłkarz          |
| -- | ---- | ---------------- |
| 1  | BR   | Matouš Trmal     |
| 3  | OB   | Martin Králik    |
| 5  | PO   | Benson Sakala    |
| 6  | PO   | Daniel Langhamer |
| 7  | PO   | Patrik Žitný     |
| 8  | PO   | Marek Matějovský |
| 9  | NA   | Matyáš Vojta     |
| 10 | NA   | Tomáš Ladra      |
| 11 | PO   | Jakub Fulnek     |
| 12 | PO   | Vojtěch Stránský |
| 13 | OB   | Denis Donát      |
| 14 | OB   | Tomáš Král       |
| 17 | OB   | Marek Suchý      |
| 18 | NA   | Matěj Pulkrab    |
| 19 | PO   | David Kozel      |

| Nr | Poz. | Piłkarz         |
| -- | ---- | --------------- |
| 20 | PO   | John Solomon    |
| 21 | PO   | Lukáš Fila      |
| 22 | PO   | Antonín Vaníček |
| 23 | NA   | Vasil Kušej     |
| 26 | OB   | Andrej Kadlec   |
| 28 | PO   | Lukáš Mašek     |
| 30 | PO   | Daniel Mareček  |
| 31 | OB   | Dominik Kostka  |
| 32 | NA   | Lamin Jawo      |
| 33 | BR   | Jan Šeda        |
| 59 | BR   | Jiří Floder     |
| 66 | OB   | Patrik Vydra    |
| 70 | NA   | Jan Buryán      |
| 99 | BR   | Petr Mikulec    |

## Europejskie puchary
Legenda do wszystkich tabel:
- Q – runda eliminacyjna, 1/16, 1/8, 1/4, 1/2 – odpowiednia faza rozgrywek, Grupa – runda grupowa, 1r gr – pierwsza runda grupowa, 2r gr – druga runda grupowa, F – finał, R – runda, PO – play-off
- k. – rzuty karne, los. – losowanie, Dogr. – dogrywka, w. – zasada bramek strzelonych na wyjeździe

| Sezon   | Rozgrywki        | Runda       | Przeciwnik            | Dom     | Wyjazd  | Ogólnie     |
| ------- | ---------------- | ----------- | --------------------- | ------- | ------- | ----------- |
| 2006/07 | Liga Mistrzów    | 2Q          | Vålerenga Fotball     | 3–1     | 2–2     | 5–3         |
| 2006/07 | Liga Mistrzów    | 3Q          | Galatasaray SK        | 1–1     | 2–5     | 3–6         |
| 2006/07 | Puchar UEFA      | PO          | Olympique Marsylia    | 4–2     | 0–1     | 4–3         |
| 2006/07 | Puchar UEFA      | Grupa G     | Panathinaikos AO      | 0–1     |         | 5. miejsce  |
| 2006/07 | Puchar UEFA      | Grupa G     | Rapid Bukareszt       |         | 1–1     | 5. miejsce  |
| 2006/07 | Puchar UEFA      | Grupa G     | Paris Saint-Germain   | 0–0     |         | 5. miejsce  |
| 2006/07 | Puchar UEFA      | Grupa G     | Hapoel Tel Awiw       |         | 1–1     | 5. miejsce  |
| 2007/08 | Puchar UEFA      | PO          | US Palermo            | 1–0     | 0–1     | 1–1, k: 4–2 |
| 2007/08 | Puchar UEFA      | Grupa C     | Villarreal CF         | 1–2     |         | 4. miejsce  |
| 2007/08 | Puchar UEFA      | Grupa C     | Elfsborg              |         | 3–1     | 4. miejsce  |
| 2007/08 | Puchar UEFA      | Grupa C     | AEK Ateny             | 0–1     |         | 4. miejsce  |
| 2007/08 | Puchar UEFA      | Grupa C     | ACF Fiorentina        |         | 1–2     | 4. miejsce  |
| 2011/12 | Liga Europy      | 3Q          | AEK Larnaka           | 2–2     | 0–3     | 2–5         |
| 2012/13 | Liga Europy      | 2Q          | Þór Akureyri          | 3–0     | 1–0     | 4–0         |
| 2012/13 | Liga Europy      | 3Q          | FC Twente             | 0–2     | 0–2     | 0–4         |
| 2014/15 | Liga Europy      | 2Q          | Široki Brijeg         | 2–1     | 4–0     | 6–1         |
| 2014/15 | Liga Europy      | 3Q          | Olympique Lyon        | 1–4     | 1–2     | 2–6         |
| 2015/16 | Liga Europy      | 2Q          | Strømsgodset          | 1–2     | 1–0     | 2–2, w.     |
| 2016/17 | Liga Europy      | 3Q          | Shkëndija Tetowo      | 1–0     | 0–2     | 1–2         |
| 2017/18 | Liga Europy      | 2Q          | Shamrock Rovers       | 2–0     | 3–2     | 5–2         |
| 2017/18 | Liga Europy      | 3Q          | Skënderbeu Korcza     | 2–1     | 1–2     | 3–3, k: 2–4 |
| 2019/20 | Liga Europy      | 2Q          | Ordabasy Szymkent     | 1–1     | 3–2     | 4–3         |
| 2019/20 | Liga Europy      | 3Q          | FCSB                  | 0–1     | 0–0     | 0–1         |
| 2024/25 | Liga Konferencji | 2Q          | Transinvest           | 2–0     | 1–0     | 3–0         |
| 2024/25 | Liga Konferencji | 3Q          | Hapoel Beer Szewa     | 1–1     | 4–2     | 5–3         |
| 2024/25 | Liga Konferencji | PO          | Paksi FC              | 2–2     | 3–0     | 5–2         |
| 2024/25 | Liga Konferencji | Faza ligowa | Real Betis            | 2–1 (D) | 2–1 (D) | 27. miejsce |
| 2024/25 | Liga Konferencji | Faza ligowa | Molde                 | 3–4 (W) | 3–4 (W) | 27. miejsce |
| 2024/25 | Liga Konferencji | Faza ligowa | Vitória SC            | 1–2 (W) | 1–2 (W) | 27. miejsce |
| 2024/25 | Liga Konferencji | Faza ligowa | FC Lugano             | 0–1 (D) | 0–1 (D) | 27. miejsce |
| 2024/25 | Liga Konferencji | Faza ligowa | Jagiellonia Białystok | 1–0 (D) | 1–0 (D) | 27. miejsce |
| 2024/25 | Liga Konferencji | Faza ligowa | Noah Erywań           | 0–2 (W) | 0–2 (W) | 27. miejsce |